# کلیسای مریم مقدس (آگولیس)
کلیسای مریم مقدس (آگولیس) (ارمنی: Սուրբ Աստվածածին եկեղեցի (Ագուլիս)؛ ) یک کلیسا متعلق به کلیسای حواری ارمنی واقع در شهر آگولیس بالا،  جمهوری آذربایجان می‌باشد. ساخت و ساز این ساختمان در سال میلادی؛ به پایان رسید. این بنا به سبک معماری ارمنی طراحی شده است.